# الکساندر ملنیک
الکساندر ملنیک (اوکراینی: Олександр Сергійович Мельник؛ زادهٔ ۱۰ فوریهٔ ۲۰۰۰) بازیکن فوتبال اهل اوکراین است.
وی همچنین در تیم ملی فوتبال Ukraine U17 بازی کرده‌است.